# Asociación Atlética Argentinos Juniors
A Asociación Atlética Argentinos Juniors é um centenário clube desportivo argentino, sediado no bairro da La Paternal da cidade de Buenos Aires, e conhecido pela sua equipe de futebol. Fundado em 1904, foi reconhecido pela FIFA como uma das equipes mais importantes do futebol sulamericano. O maior logro do clube foi a conquista da Copa Libertadores da América em sua primeira participação, no ano de 1985. O clube é reconhecido mundialmente pela qualidade das suas divisões inferiores, que ascenderam alguns dos melhores jogadores argentinos da história, sendo Diego Maradona o principal exemplo.
Seu uniforme é composto de camisa vermelha com uma faixa diagonal branca, calção vermelho e meias vermelhas.

## História

### Fundação
O Argentinos Juniors surgiu no início do Século XX, com a criação do "Mártires de Chicago", time formado por um grupo de jovens anarquistas da Villa Crespo (um bairro de Buenos Aires). O Mártires de Chicago foi criado no dia 1 de maio (Dia do Trabalhador) e seu nome é uma homenagem aos trabalhadores mortos em um protesto ocorrido nesta data, na cidade de Chicago.
No dia 14 de agosto de 1904, o Mártires de Chicago disputou uma partida amistosa contra "Sol de la Victoria", equipe do mesmo bairro, vencendo pelo placar de 3 a 1. Os jogadores do Mártires convidam então os adversários derrotados para a fundação de uma nova agremiação, a qual se deu no dia seguinte. O clube recém-criado recebe o nome de Asociación Atlética y Futbolística Argentinos Unidos de Villa Crespo, recebendo a cor vermelha pelo fato de seus fundadores serem simpatizantes do Partido Socialista argentino. O primeiro presidente do Argentinos Juniors foi Leandro Ravera Bianchi, escolhido de forma unânime.
Em 1905, filia-se à Liga Central de Foot-Ball, entidade que reunia clubes de Villa Crespo e de empresas comerciais. A primeira partida oficial do Argentinos Juniors foi catastrófica: derrota para o Club La Prensa pelo placar de 12 a 1. Apesar da péssima estreia, o clube torna-se campeão da competição organizada pela Liga Central.
Em 1906, o Argentinos Juniors abandonou o seu estádio, que ficava entre as avenidas Añasco e Gaona, e mudou-se para um terreno emprestado na Villa Ballester. Porém, o clube ficou apenas um ano na nova localização, retornando à Villa Crespo em 1907, desta vez em um descampado entre as ruas Parral e Luis Viale. Em 1909, o Argentinos Jrs. passou a integrar a "Argentine Football Association" (futura Asociación del Fútbol Argentino - AFA).
No ano de 1912, o Argentinos Juniors foi convidado a participar da Primeira Divisão Nacional. Porém, seus dirigentes recusaram o convite, acreditando ser melhor que a vaga para a elite fosse obtida dentro de campo, o que quase aconteceu em 1920, quando o clube disputou as finais do acesso com o El Porvenir, empatando o primeiro confronto por 1 a 1 e perdendo o segundo por 2 a 1.

### Decadência
No ano de 1937, após passar por graves crises financeiras, o Argentinos Juniors foi rebaixado para a Segunda Divisão juntamente com o Quilmes. Além disso, o clube foi desalojado de seu estádio pelo atraso no pagamento do aluguel do terreno. O Argentinos se viu obrigado a mandar jogos em estádios de outros clubes, como Sportivo Palermo e Ferro Carril Oeste.
Para evitar o fechamento do clube, cerca de cem sócios do Argentinos em 1939 convocaram eleições. O tesoureiro Inocente García propôs que seu primo, Gastón García, fosse nomeado presidente. Além de não ser sócio do clube, Gastón Garcia pouco conhecia sobre futebol e sequer estava na Argentina, na época. Porém, aceitou o desafio e, pagando do seu próprio bolso, alugou um prédio situado entre as ruas Médanos e Boyacá. Imediatamente quitou as dívidas do clube, pendentes com o Ferrocarril del Pacifico, e iniciou a construção de um modesto estádio no terreno alugado. A inauguração do novo estádio ocorreu em 27 de abril de 1940, data inicial do Campeonato Argentino da Segunda Divisão, contra o Barracas Central. Vitória do Argentinos Juniors em sua nova casa por 2 a 1, com gols de Turello e Malfatti.

### Período de reestruturação
A década de 1970 marcou a fase de crescimento desportivo e institucional do Argentinos Juniors. Após conquistar um torneio curto entre os melhores classificados do acesso (além de Argentinos, All Boys, Dock Sud, Alvear e San Fernando), finalmente é promovido à Primeira Divisão novamente.
No início da década de 1980, o Argentinos Juniors, conhecido na época como um clube que desenvolvia um belo trabalha nas categorias de base, revelou um dos maiores craques do futebol mundial, Diego Maradona. Tanto é, que o estádio do Argentinos, foi batizado com o mesmo nome do craque argentino.
Com uma vitória por 2 a 1 sobre o Almagro, dia 28 de dezembro do mesmo ano, o Argentinos Juniors conquistou o Campeonato da Segunda Divisão argentina com o seguinte time: J. Pedroza; A. Díaz; e J.Zappa; A. Vernieres; J. Lijó e J. Agosti; A. Turello; J. Capdevila; E. Dosetti; J. Leonardi e J. Pisapia. Zappa marcou os gols do Argentinos. No entanto, a conquista não valeu o acesso à elite, pois, segundo a AFA, o clube não possuía um estádio em boas condições de jogo. O clube solicitou um prazo de seis meses para a realização das obras requeridas, porém o pedido foi negado.
Essa época foi muito boa para o clube, pois seus maiores títulos nacionais e internacionais foram ganhos nessa década, dando muita projeção ao Argentinos, que na época era considerado uma equipe pequena da cidade de Buenos Aires.
O Argentinos Juniors ganhou três títulos em nível nacional na Argentina ao longo de sua história, o Torneo Metropolitano de 198, Campeonato Argentino de 1985 e o Torneio Clausura de 2010, além de um vice-campeonato nacional em 1926. Em termos de títulos internacionais o clube tem grandes conquistas, como a Copa Libertadores da América de 1985. Disputou a final do Mundial Interclubes em Tóquio, no Japão, contra a Juventus; a partida acabou empatada em 2 a 2 e foi para os pênaltis, com a equipe italiana triunfando por 4 a 2. Em 1986, o Argentinos Juniors sagrou-se campeão da Copa Interamericana.

### Copa Libertadores da América de 1985
Os argentinos participaram do Grupo 1 ao lado do vizinho Ferro Carril Oeste, Fluminense e Vasco da Gama. Após igualdade de pontos entre as duas equipes argentinas, o Argentinos venceu por 3 a 1 em uma partida de desempate no Estádio José Amalfitani campo do Vélez Sársfield e passou para a próxima fase.
Nas semifinais o Argentinos caiu no grupo com o Independiente – atual campeão da América e do Mundial – e do Blooming da Bolívia. No entanto, os argentinos superaram essa fase invictos após uma definição infartante a dois minutos do fim, o Rubro-Negro teve um pênalti que Claudio Marangoni chutou e que Vidallé - como se estivesse preparando o terreno para o que viria a seguir conseguiu defender.
O América de Cali, campeão colombiano que na época era liderado pelo atacante Ricardo Gareca e tinha Julio César Falcioni como goleiro, era o rival a ser batido. O Argentinos começou a decisão com uma vitória apertada por 1 a 0 no Monumental de Núñez. Na volta, em Cali, os donos da casa fizeram o mesmo placar e deixaram tudo igual. A partida decisiva teve que ser disputada em campo neutro. E o local escolhido foi no Paraguai mas precisamente no estádio Defensores del Chaco.
Após 120 minutos exaustivos em Assunção, o terceiro jogo terminou empatado em 1 a 1, com gols de Nene Commisso e Flaco Gareca. Então começou a definição dramática por penalidades. Para os colombianos converteram Gareca, Cabañas, Herrera e Soto. Para o Argentinos converteram Olguín, Batista, Pavoni e Borghi.
O placar estava em 4-4 e era a vez de De Avila, que tinha entrado três minutos antes dos 90 regulamentares serem cumpridos. Mas o grande Quique Vidallé defendeu o chute e assim Panza Videla, que com sua habitual tranquilidade não falhou tornando o Argentinos Juniors em Campeão da Copa Libertadores da América.

### Copa Interamericana
Em 2010 o time conquistou o título do Torneio Clausura do Campeonato Argentino, quebrando um tabu de 25 anos sem títulos na primeira divisão. A conquista possibilitou o retorno da equipe portenha a Copa Libertadores da América.
Em 2011, no retorno a Libertadores, a equipe foi eliminada no último jogo da fase de grupos. O "bicho" disputava um jogo de Vida ou Morte contra o Fluminense, do Brasil. Quem vencesse, avançava às oitavas de final, quem perdesse, era eliminado. Ao apito final, o placar apontava 4 a 2 para o time brasileiro. Os argentinos, inconformados com a eliminação em casa, partiram pra cima dos jogadores do time tricolor e teve muita pancadaria, nem a Polícia conseguia agir direito. A briga só acabou quando os jogadores da equipe brasileira conseguiram fugir para o vestiário.

### Má fase e dois rebaixamentos (2014–16)
Na temporada 2013-14 do Campeonato Argentino, o time teve péssima média no "promedio" e foi rebaixado à Primera B Nacional (segunda divisão argentina), onde passou apenas uma temporada e retornou à elite em 2015. No retorno, a equipe conseguiu se segurar na primeira divisão. Porém, em 2016, o time foi punido mais uma vez no promedio e rebaixado outra vez.

## Estádio
Em 1925, o clube inaugura seu novo estádio, situado entre as avenidas San Martín e Punta Arenas, em um prédio alugado do Ferrocarril del Pacifico. Era um moderno estádio para a época, com capacidade para 10 mil espectadores. A inauguração ocorreu no dia 26 de julho, com vitória do Argentinos por 4 a 3 sobre o Huracán, em partida amistosa. No ano seguinte, o clube conquista o vice-campeonato da Asociación Argentina de Football.
Em 2003 o clube inaugurou um novo estádio, o Diego Armando Maradona.

## Elenco atual
Atualizado em 6 de novembro de 2022

de junho de 2022.
- : Capitão
- : Jogador lesionado
- : Jogador suspenso

## Torcida
A maior parte de sua torcida se concentra na região onde o clube se localiza, no Bairro do La Paternal e arredores. Os torcedores são conhecidos como "Bichitos Colorados", devido a camisa vermelha do time. 
Apesar de serem considerados como uma torcida de bairro, são uma das mais fanáticas torcidas em toda a Argentina.

## Títulos
| INTERCONTINENTAIS | INTERCONTINENTAIS                 | INTERCONTINENTAIS | INTERCONTINENTAIS                                          |
|                   | Competição                        | Títulos           | Temporadas                                                 |
| ----------------- | --------------------------------- | ----------------- | ---------------------------------------------------------- |
|                   | Copa Interamericana               | 1                 | 1986                                                       |
| CONTINENTAIS      |                                   |                   |                                                            |
|                   | Competição                        | Títulos           | Temporadas                                                 |
|                   | Copa Libertadores da América      | 1                 | 1985                                                       |
| NACIONAIS         |                                   |                   |                                                            |
|                   | Competição                        | Títulos           | Temporadas                                                 |
|                   | Campeonato Argentino              | 3                 | 1 (1984) Metropolitano 1 (1985) Nacional 1 (2010) Clausura |
|                   | Campeonato Argentino - 2ª Divisão | 4                 | 1940, 1955, 1997 e 2016–17                                 |
|                   | TOTAL:                            | 9                 | 1 Intercontinental, 1 Continental e 7 Nacionais            |

### Campanhas de destaque
- Copa Intercontinental: 2º lugar - 1985
- Supercopa Sul-Americana: 3° lugar - 1989
- Copa Sul-Americana: 3º lugar - 2008
- Campeonato Metropolitano: 2º lugar - 1980

### Recordes
- Maior goleada em campeonatos nacionais: Argentinos Juniors 12 a 0 Talleres
- Maior artilheiro: Diego Maradona, com 116 gols.
- Jogadores que mais atuou: Sergio Batista, com 272 jogos.

## Ídolos
| - Claudio Borghi - Sergio Batista - Esteban Cambiasso - Fabricio Coloccini - Diego Maradona - José Pékerman - Antonino Spilinga - Fernando Redondo - Juan Román Riquelme - Juan Pablo Sorín - Miguel Torrén |  | - Matías Caruzzo - Leonardo Pisculichi - Gastón Machín - Jorge Quinteros - Osvaldo Sosa - Ubaldo Fillol - Leonel Gancedo - Diego Placente - Enrique Vidallé - Óscar Di Stéfano - Héctor Ingunza |

## Rivalidades
Realiza o seu maior clássico com a equipe do All Boys. Também são rivais históricos o Atlanta e o Platense. 